# ヤコプ・フルト
ヤコプ・フルト（エストニア語: Jakob Hurt、1839年7月22日 - 1907年1月13日）は、帝政ロシア時代に活動したエストニア人の聖職者・民族運動家・民俗学者・言語学者。
エストニアのフォークロアや民族語について研究する傍ら、エストニア学生協会やエストニア文学者協会の指導者として、エストニア民族運動にも積極的に関わった。その思想・歴史観は、政治面などでの改革を求める実践的なものではなく、エストニア民族の精神的・文化的な発展を求める内在的なものであった。
やがては民族運動内の路線対立・内紛から傍流へ追いやられ、故郷も離れて学究へ没頭するようになった。しかし、なおもエストニア民族文化の振興を求めてフォークロア収集を精力的に行い、その働きは『モヌメンタ・エストニアエ・アンティクアエ』・『セトゥ民謡集』などの浩瀚なフォークロア集に結実した。その業績は、フィン・ウゴル語派の比較民俗学に大きな影響をもたらしている。

## 生涯

### 少年期
1839年7月22日（ユリウス暦10日）、ロシア帝国リフリャント県ヒンマステで、農場主・村学校校長であった父ヤーンの長男として生まれた（後に妹が2人生まれる）。質素で勤勉な家庭に育ち、10歳で村の学校を卒業してマンマステの教区学校へ進み、ほどなくクラスのトップとなった。1852年12月に教区学校を卒業すると、校長を継がせたがった父によってドルパート地区学校 (et) へ送られ、ここでも優秀な成績を収めた。
1854年に地区学校を卒業すると、視学官カール・エッテル (et) の勧めによって、翌1855年にドルパート・ギムナジウム (et) へ進んだ。エッテルの援助や、自身の家庭教師としての収入を学費に充ててドイツ語を磨き、ヨハン・ゴットフリート・ヘルダーやアレクサンダー・ハインリヒ・ノイス (de) などの事績に触れた。しかし、フルトに最も大きな影響を与えたのは、エストニア民族叙事詩『カレヴィポエク』を世に送り出したフリードリヒ・レインホルト・クロイツヴァルトであった。

### 大学時代
フルトは1858年に優秀な成績でギムナジウムを卒業し、翌1859年1月、当時の最難関ドルパート大学に、数少ないエストニア人平民として入学を許可された。当初の学費は、ギムナジウムの教員たちが100ルーブル肩代わりし、奨学金や家庭教師料も充てたが、フルトはなお多額の負債を抱えた。フルト自身は大学で言語学の専攻を希望していたが、父とエッテルは神学の道へ進むことを勧めた。
フルトは神学へと進路を変更したが、その一方でフィンランドの民俗学者に刺激を受け、「歴史の起源としてのフォークロア」という自身の考えの体系化を試みた。帰省中には妹が歌う民謡を記録し、『昔と今』と題して1860年夏の『ペルノ・ポスティメース』(et) 紙に寄稿している。同時期にはバルト・ドイツ人による「知識人エストニア協会」へと接近。1864年には協会からパンフレット「修正された正書法の短い教え」を出版し、当時ドイツ語風が主流であったエストニア語表記について、同語派のフィンランド語を参考にした新たな正書法の必要性を強く主張した。1863年から1881年までは南エストニア文語 (et) で『土地の人々の暦』や『タルトゥの暦』を執筆し、南エストニア文語の絶滅を食い止めようとした。

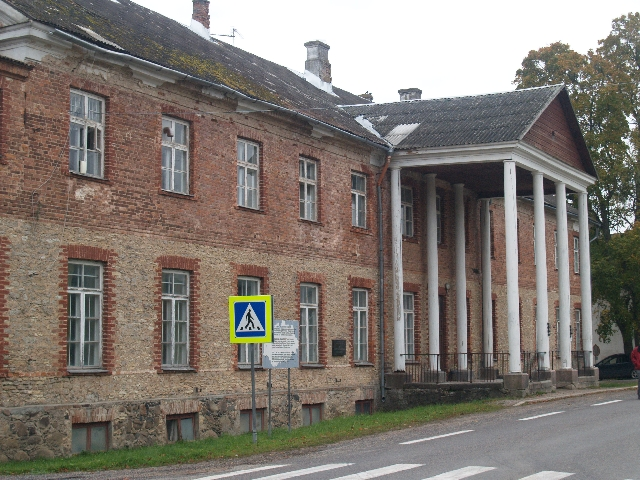
現代のアレクサンドル学校（ポルツァマー）

この頃には著名なエストニア語学者フェルディナント・ヨハン・ヴィーデマンや民俗学者ヴィルヘルム・マンハルトとの知遇を得、フルトはエストニア民族運動にも参加し始めた。1862年にはクロイツヴァルトから直接に感化を受け、翌1863年には「母語による上級学校設立運動」（エストニア・アレクサンドル学校 (et) 運動, et）の指導者となった。フルトらはエストニア語教育の拡充を訴えて反対派と抗争し、運動の中でサンクトペテルブルクのヨハン・コーレルやヤーン・アダムソン (et) をその仲間とした。
また、同時期にはクロイツヴァルトによって、フィンランドからエストニアを訪れていたオット・ドンネルやユリウス、カールレ・クローン兄弟に紹介され、カールレ・クローンとはその後20年以上に渡って文通を交わすようになる。

### 民族運動指導者へ

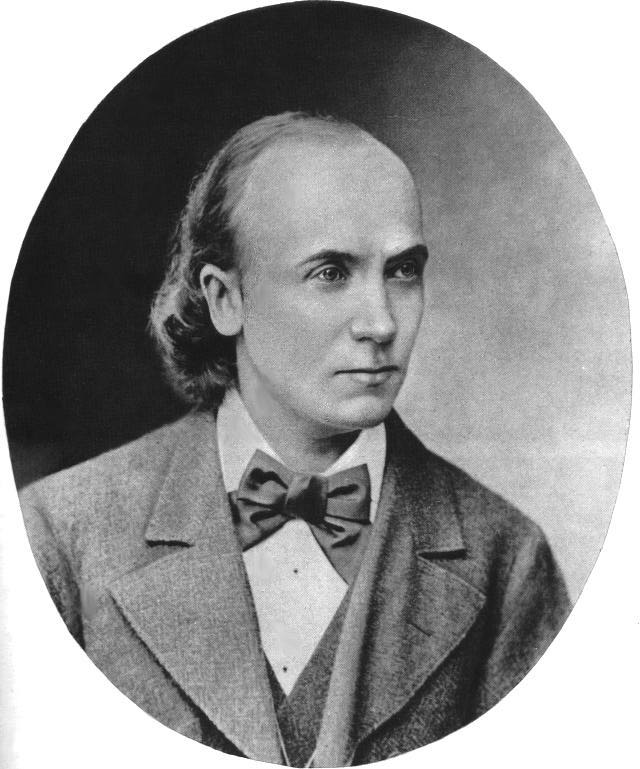
1866年のフルト

フルトは1864年にドルパート大学を卒業し、探検家アレクサンダー・フォン・ミッデンドルフの家庭教師としてヘッレノルムへ赴いた。その地で書き上げた、最初のエストニア語作家ハインリヒ・スタールについての論文で神学士号を取得したフルトは、翌1865年春にヘッレノルムを辞してオデンペへ移った。モーリッツ・ゲオルク・フォン・カウツマン (et) の下での牧師見習い期間を経て、1867年春にはアクシの牧師職の空席に志願した。しかし、会衆は皆承認したにもかかわらず、保守的な聖職者らは民族運動家として知られていたフルトの着任を拒否した。これに憤激したフルトは聖職資格の返上を決意し、翌1868年から半年はアレンスブルクで、同年夏から1872年まではドルパートでギムナジウムの教員を務めた。
一方同時期にドルパートで、フルトは恩師エッテルの娘オイゲニーを妻に迎え、やがてルドルフ (et)、マックス (et)、マトフルデ（後にアレクサンデル・ミャエヴァリャ (et) と結婚）、リンダの2男2女を儲けた。フルトは、子供たちを第一に「エストニア人」として育てた。
ドルパートでフルトは再び民族運動に身を投じ、ヨハン・ヴォルデマル・ヤンセンの「ヴァネムイセ協会」(et) へ参加した。エストニア語・エストニア史・フォークロアに関する講演を行い、1869年の第1回全エストニア歌謡祭の組織委員会にも名を連ねた。フルトは7月19日の式典2日目、聴衆に向い「エストニア民衆に対して誠実に振る舞うこと、そして、より高度な精神的向上の達成に向かって努力すること」を呼びかけた。この演説によってフルトの名は一層轟いたが、同時にバルト・ドイツ人との間に溝を生むことにもなった。
フルトはエストニア学生協会の指導者となり、エストニア民族精神という共通概念の醸成を求めて「カレヴィポエクの夕べ」(et) も開催した。翌1870年夏にはアレクサンドル学校資金補助委員会 (et) 会長に選出され、1871年から1872年までは推されてエストニア農民協会ドルパート地区会長も務めた。1872年にはエストニア文学者協会初代会長にも就任し、フルトの下でエストニア語での出版・学習会開催・フォークロア収集が行われるようになった。
フルトはミフケル・ヴェスケ、カルル・ロベルト・ヤコプソンらと共に「エストニア正書法改善委員会」を組織し、エストニア語の新正書法についても議論した。フルトは、外国語の影響が少ない（そして自身の母語でもある）南エストニア語が標準語に相応しいと主張し、標準語として北エストニア語を支持するヴェスケと対立した。やがてフルトの妥協により、北エストニア語を基礎とする新正書法が採択されたが、フルトはその後も「文語に多大な豊かさと生命力を与えうる他の地方の方言」を強く擁護し続けた。

### 運動の拡大と分裂
エストニア民族運動の中心人物となったフルトは、幾度も当局に雑誌の発行を申請したが、いずれも拒絶された。1871年の一時期はヤンセンが編集長を務める『エースティ・ポスティメース』(et) 紙の本部編集局に入ったが、ほどなくドイツ人と通じたヤンセンによって編集者を解任された（その詳細は不明）。
その後、1872年末にはオデンペの牧師に就任することとなり、フルトは新校舎建造・教員組織拡充・ブラスバンドとコーラスグループの結成などに目覚ましい役割を果たした。さらには文学者協会を通じてフォークロア収集ネットワークを発展させ、エストニア全土から1300点に及ぶ資料を報告させた（これは過去10年間の収穫を遙かに凌駕する規模であった）。その成果は、『古いカンネル』(et) と題されて文学者協会から公刊されている。
しかし一方で、隆盛するエストニア民族運動は、ロシア化政策を推進する当局や、反エストニア的なドイツ人牧師らとの決定的な対立を招いた。1876年には、ドイツ人上流層・聖職者がエストニア民族教育の必要性を公然と否定してアレクサンドル学校を攻撃し、対するフルトらもこれに正面から立ち向かった。やがてフルトらはエストニア農民協会と連携し、民族運動を拡大させた。
1878年3月にヤコプソンによって『サカラ』紙が創刊されると、エストニア民族運動はさらなる高まりを見せるかに見えた。ところが、急進的な『サカラ』は保守的な聖職者を批判するに留まらず、宗教全体を批判し、フルトの個人的な宗教観までも繰り返し紙面で侮辱するに至った。そもそも、エストニア人の政治的・経済的発展を求めるヤコプソン派と、その道徳的・精神的・文化的向上を志向するフルト派は、目的においてまったく噛み合うところがなかった。

### 故郷を離れて
1880年秋、フルトはペテルブルクの聖ヨハネ教会から牧師職へ招聘され、一家でペテルブルクへ転居した。フルトはすぐにドルパートへ戻るつもりであったが、翌1881年にはエストニア文学者協会からフルト派が排除された。1882年春にはヤコプソンが急死し、フルトは『サカラ』へ追悼文を送って和解を申し入れたが、新編集長ヤコプ・コルフ (de) によって黙殺された。
翌1883年にはコーレルから、クリミア・エストニア人 (et) のためのクンタガン農園 (et) 購入費用を、アレクサンドル学校基金から数万ルーブル融資するよう求められた。フルトがこれを拒否したところ、学校資金援助委員会は彼を会長から解任した。フルトは基金の流用を恐れて政府に差止めを申立てるも、政府は委員会そのものを解体し、アレクサンドル学校を接収してしまった。そして1888年、アレクサンドル学校はロシア語学校に改組されるに至り、エストニア民族教育というフルト積年の夢は破綻した（とはいえ、アレクサンドル学校は1906年の閉校まで全生徒がエストニア人であり続け、エストニア語も一教科として残された）。
この事件を契機としてフルトはペテルブルクへの定住を決意し、自身の処遇を現地のエストニア人教会へ委ねた。フルトは、ペテルブルクのエストニア人が民族文化を失うことを危惧し、聖ヨハネ教会の中にエストニア人学校を設立した。文化活動への支援・講演を繰り返すという経済的・時間的負担と並行して、フルトは言語学者としての研究も休むことはなかった。ヴィーデマンによる『エストニア語＝ドイツ語辞典』(et) の改訂作業に関わる一方、エストニア人による司法を夢見て法文や法律用語をエストニア語で整備した。1886年にはヘルシンキ大学からの学位取得を機に、ドルパート大学へ教授資格の取得を申請したが、ドイツ人の妨害により実現しなかった。

### 学究の後半生
この頃には、エストニア人のフォークロアを忘却の淵から救い出し、整理・出版するというライフワークが節目を迎えた。フルトは独自の方言・文化を維持するセトゥ地方へ学生調査員を派遣し、自身も幾度も足を運んで、重要な民謡を収集した。
1888年2月末には有力紙上で「民衆の遺産である民話・民謡・神話伝説などの収集報告を求む」との呼びかけを行い (et)、これはエストニア全土に大反響を巻き起こした。農民から大学生まで、1400人以上が無償でフォークロア収集の呼びかけに応じ、報告者の中には画家クリスチャン・ラウトや作家アウグスト・キツベルク、レスリング世界チャンピオンのゲオルク・ルーリヒなど後の著名人も含まれていた。そして、幾多の曲折と10年以上の歳月を経て完成を見たフォークロア集『モヌメンタ・エストニアエ・アンティクアエ』(et) は、全162巻11万4695ページに、4万7556篇の民謡が掲載された浩瀚なものであった。
その後もフルトは民俗学研究に専念し、1901年には牧師職から自由になることを許された（ただし、名誉牧師の籍はペテルブルクに残された）。1904年にはフィンランド文学協会によって、フルトの『セトゥ民謡集』が刊行された。フィンランド・カレリア・エストニア民謡の比較材料を豊富に提供したこのコレクションは、カールレ・クローン率いるフィンランド学派の歴史地理的方法論に大きく寄与することとなった。

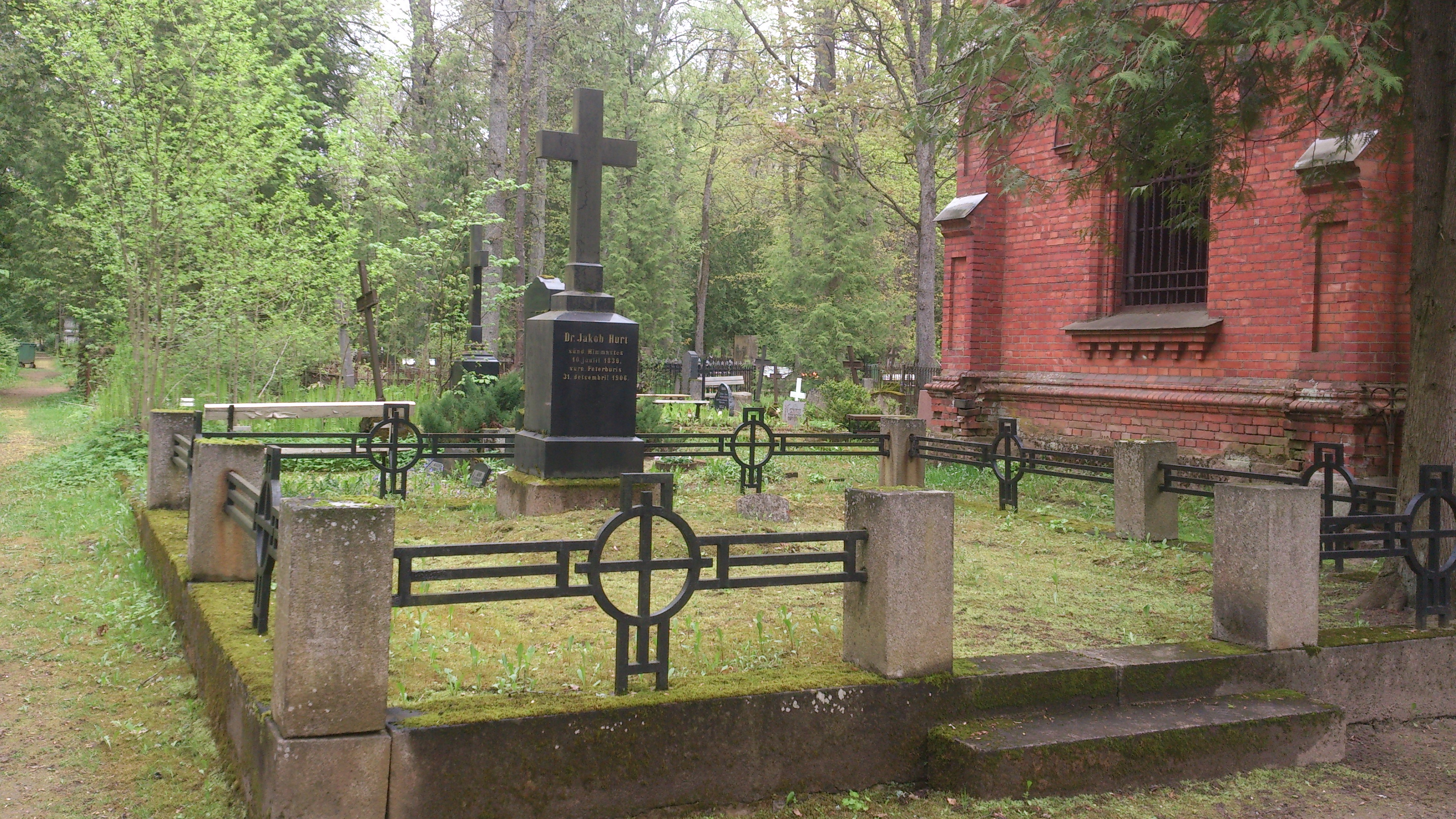
フルトの墓所

しかし、長期に渡る不休の研究生活の負担から、フルトは1904年から1905年の食中毒による盲腸炎を悪化させた。そして、『セトゥ民謡集』第3巻刊行を間近に控えた1907年1月13日（ユリウス暦1906年12月31日）に世を去った。遺体は故郷へ運ばれ、ユーリエフのラーディ墓地内聖マリア墓地 (et) へ葬られた。

## 思想
19世紀後半に生まれ始めた多くのエストニア人知識人と同様、フルトとヤコプソンもまた、エストニア民族史の創出を求めて活動した。そして、『サカラ』でフルトと袂を分かったヤコプソンの語る「歴史」は、エストニア民衆を奮い立たせ、バルト・ドイツ人による支配に対して立ち上がらせ、現実のロシア政治を変革することを目的としていた（事実、ヤコプソンは1881年6月に皇帝アレクサンドル3世に対して直訴を行っている）。
しかしフルトは、多民族性とは「それが神から与えられたものであるが故に」ロシアにとって有益であり、ロシア帝国の臣民であることと、エストニア民族共同体を維持発展させることは、両立可能であると確信していた。フルトの紡ぐ「歴史」は、エストニア人の記憶（フォークロア）の集積であり、民衆参加型の「歴史」であり、ヤコプソンによる「上からのプロパガンダ」とはまったく異なるものであった。
フルトは、エストニア人の歴史が支配民族に対する従属の連続であり、誇るべき出来事を持たないことを率直に認める。しかし、かけがえのない民族文化と言語を有しているというその事実だけで、エストニア人も小民族でありながら、他の民族に伍して世界に貢献することができる、とフルトは考えたのである。

## 遺産

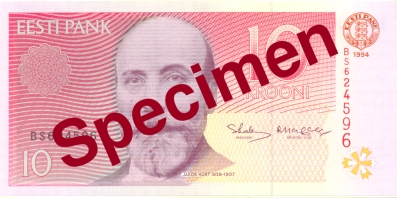
フルトの肖像を使用した10クローン紙幣

フルトが収集した資料は、その死後に保存環境が整っていたフィンランドへと持ち出され、盟友クローンの監修によって複写・整理された。そのコレクションは1927年にエストニア第一共和国へと戻され、フルトを記念して設立されたエストニア民族博物館へ収められた。また、1909年にもフルトを記念してエストニア文学博物館が設立され、オテピャー教会 (et) にもフルト博物館が併設されている。
フルトの記念碑はオテピャー（ヴィッル・ヤーニソー (fi) 作・1989年）、タルトゥ（et, ヤーク・ソアンス (et) およびレイン・トミンガス (et) 作・1994年)やポルヴァに存在する。また、フルトの名を冠した通りもタルトゥ (et)、ポルヴァ、オテピャーに存在する。さらに、ユーロへ移行するまでのエストニアの通貨であった10クローン紙幣 (et) にも、フルトの肖像が使用されていた。
1992年には、エストニア民族文化振興を目的とした「ヤコプ・フルト民族文化賞」(et) が創設され、これは「ヤコプ・フルト・ポルヴァ民族教育協会」(et) によって運営されている。